# オイラー＝ロトカの方程式
オイラー゠ロトカの方程式（オイラー゠ロトカのほうていしき、英: Euler-Lotka Equation）は、人口学、生態学、疫学等の分野において、世代間隔分布と指数成長率とを関連づける法則であり、年齢構造をもつ人口増加の研究分野では最も重要な関係式の1つである。ロトカ゠オイラーの方程式またはロトカの特性方程式と呼ばれることもある。
人口の増減やその年齢構成を統計的に扱う人口学の分野は、18世紀のレオンハルト・オイラーの初期の研究にその端緒を見ることができ、20世紀初頭に アルフレッド・J・ロトカにより大きく発展させられた。オイラー゠ロトカ方程式は、1760年に1つの離散時間形の式を導いたオイラー、
および、一般的に連続時間形の式を導いたロトカの研究にちなんでいる。その離散時間形の方程式は、（年を時間の単位として）次式で表される。
{\displaystyle 1=\sum _{a=0}^{\omega }\lambda ^{-a}\ell (a)b(a)}
ここで、{\displaystyle \lambda }はその集団の個体数の1年間の成長率（人口の対前年比）、{\displaystyle \ell (a)}は{\displaystyle a}歳まで生存する個体の生存率、{\displaystyle b(a)}は{\displaystyle a}歳の個体が1年間で出生する子孫数を表す年齢別出生率である。{\displaystyle \omega }はその集団の最高年齢であり、総和はその生体の全寿命にわたって行われるものとする。

## 導出

### ロトカのモデル
A・J・ロトカは1911年に次のような人口動態の連続時間モデルを開発した。このモデルは、対象とする集団人口のうち女性のみを追跡する。
ある集団で年齢{\displaystyle a}歳までの生存率を{\displaystyle \ell (a)}、{\displaystyle a}歳の母親1人が年間出生する娘の数、年齢別子孫出生率を{\displaystyle b(a)}とし、これらは世代にわたって安定で変化しないものとする。また、時刻{\displaystyle t}年の集団全体での年間子孫（女性）出生数を{\displaystyle B(t)}とする。このとき、時刻{\displaystyle t}で年齢{\displaystyle a}の母親の数は{\displaystyle B(t-a)\ell (a)}であり、それに{\displaystyle b(a)}を掛けた値は彼女らが1年間で出生する子孫数となるので、その総和は集団全体の全子孫出生数{\displaystyle B(t)}となる（ロトカの積分方程式または再生方程式）。
{\displaystyle B(t)=\int _{0}^{\omega }B(t-a)\ell (a)b(a)\,da.}
ただし、{\displaystyle \omega }はその集団の最高年齢である。
次に、集団全体の人口は指数関数的に増加（または減少）しているとして、{\displaystyle B(t)=Ae^{rt}}の形で表されると仮定する。これを上の積分方程式に用いると、
{\displaystyle Ae^{rt}=\int _{0}^{\omega }Ae^{r(t-a)}\ell (a)b(a)\,da}
つまり、
{\displaystyle 1=\int _{0}^{\omega }e^{-ra}\ell (a)b(a)\,da.}
となる（連続時間形のロトカ゠オイラーの方程式）。
連続変数としての年齢{\displaystyle a}を年単位で離散的に選び、積分を総和に置き変えることにより、次のように離散時間形に書き直すことができる。
{\displaystyle 1=\sum _{a=0}^{\omega }e^{-ra}\ell (a)b(a)}
単位時間ステップ（1年）の成長率{\displaystyle e^{r}}を{\displaystyle \lambda } 置き変えると、先に示した離散時間の方程式
{\displaystyle 1=\sum _{a=0}^{\omega }\lambda ^{-a}\ell (a)b(a)}
が得られる。